# Igreja de Santo André (Bandorá)
A igreja de Santo André de Bandorá é uma igreja católica situada em Bandorá, nos arredores de Bombaim e fundada pelos jesuítas portugueses. A igreja foi fundada em 1576, tratando-se ainda de uma estrutura modesta e feita com materiais temporários, tendo-se iniciado a construção do edifício 1595. O edifício foi posteriormente modificado em 1864, sendo desta época o desenho da fachada eclética atual. Em 1965 a fachada foi deslocada 22 metros para nascente, acrescentando-se um corpo em betão.